# Udvari bolond (film)
Az Udvari bolond (eredeti cím: The Court Jester) egy 1956-ban bemutatott romantikus zenés filmkomédia, a főszerepben Danny Kaye, Glynis Johns, Basil Rathbone és Angela Lansbury. A filmet közösen írta és rendezte Melvin Frank és Norman Panama.
Danny Kaye-t alakításáért a legjobb férfi főszereplőnek járó Golden Globe-díjra jelölték.
A film költségvetése 4 millió dollár volt, ez 1955 őszén a legdrágább vígjátékká tette.  A film mindössze 2,2 milliós bevételt ért el a bemutatás évében és következő tavasszal. Azóta a tévés hálózatok kedvelt darabja.
2000-ben az Udvari bolond a 98. helyen állt az Amerikai Filmintézet „100 év... 100 nevetés” listáján.  2004-ben a filmet az amerikai Kongresszusi Könyvtár kiválasztotta megőrzésre az Egyesült Államok Nemzeti Filmregiszterébe, mint „kulturálisan, történelmileg vagy esztétikailag jelentős alkotás”.

## Cselekménye
|  | Alább a cselekmény részletei következnek! |

A középkori Anglia erdeiben a gazdagokat elpáholó, a szegényeket segítő, Robin Hood-típusú szabadcsapat a jogos trónörökös csecsemőre vigyáz. Köztük van Hubert Hawkins is (Danny Kaye), aki bár szeretne fegyverrel harcolni, de fő feladata, hogy a gyermek szárazdajkája legyen. Azonban fontos megbízást kap: a csecsemőt titokban el kell juttatnia a királyi udvarba, mert számítanak rá, hogy az erdőben megtámadhatják őket. A csecsemő bal fenekén egy jellegzetes anyajegy van, ami királyi származását bizonyítja, ezt a királyi udvarban felfedve bizonyíthatják származását. Hawkins szokásos feladata az anyajegyet felfedni a szabadcsapat tagjai előtt, hogy azok kifejezhessék tiszteletüket az igazi királynak.
A megbízást felettesével, egy női kapitánnyal, Jeannel (Glynis Johns) hajtja végre. Hawkins öreg borárusnak öltözik, a gyermeket egy üres hordóba rejtik. Útközben Roderick király emberei kifaggatják őket arról, hogy nem láttak-e egy gyermeket az erdőben. Hawkins lassan, öregember módjára lekászálódik a kocsiról, majd nagyothallást mímelve válaszolgat. A kapitányáról azt állítja, hogy az unokája és süketnéma. A nő pillanatnyi habozás nélkül rögtönzött jelbeszéddel válaszol az „öregnek”, akinek szavait a tenyerével „olvassa le”. Hawkins majdnem elárulja magát, amikor a kihallgatás végén fiatalos lendülettel felugrik a kocsira.
Roderick király azt szeretné, ha lánya, Gwendolyn hercegnő Sir Griswold of MacElwainhoz menne férjhez, a lány azonban hallani sem akar róla, hogy szerelem nélkül házasodjon. Mikor a dadájára, Griseldára terelődik a gyanú, hogy ilyesmivel telebeszélte a lány fejét, a király ki akarja végeztetni, azonban a lány a történet során többször alkalmazott szófordulattal védi meg, mert azt mondja az apjának, hogy „ha egy haja szála meggörbül, leugrom a legmagasabb toronyból”, így az apa kénytelen visszavonni a szándékát. Griselda ugyanis azt jósolta a lánynak, hogy az igaz szerelmet meg fogja találni valakiben, aki a várba érkezik. A lány halállal fenyegeti, ha nem így lesz.
Roderick Griswold és csapatai segítségével akar lecsapni az erdőben bújkáló szabadcsapatra, melynek vezetője a titokzatos „Fekete Róka”.
A király házassági terve Lord Ravenhurst számára hátrányos lenne, mert elveszthetné kiváltságos helyzetét,  így felbérel egy orgyilkost (John Carradine), aki udvari bohócnak öltözve a király közelébe tud jutni, és az útban lévő személyeket, a király tanácsadóit el tudja tenni láb alól. Az orgyilkos balszerencséjére az erdőben találkozik Hawkinsszal és a kapitánnyal (immár megszokott ruhájukban) és ők meglátják a kínálkozó alkalmat, amivel észrevétlenül bejuthatnak a várba, így a kapitány leüti a bohócot, Hawkins pedig magára ölti a ruházatát, és „Giacomo, a királyok bolondja, bolondok királya” néven a királyi várba utazik az igazi Giacomo lovaskocsijával. Feladata egy beépített emberrel találkozni (akit füttyjelekkel fog megtalálni), és a segítségével ellopni egy kulcsot, amivel ki lehet nyitni a palotába vezető titkos alagutat, amin a szabadcsapat észrevétlenül a várba osonhat és ott átvehetik az irányítást. A csecsemő királyt Jean, a kapitány viszi tovább a várba, azonban a király emberei útközben elfogják, mivel szép lányokat gyűjtenek a lovagi torna alkalmára.
Jean éppen csak át tudja adni a gyermek kosarát a beépített embernek, aki sehogyan sem tud Hawkins közelébe férkőzni, mert mindig elküldik.
Griselda élete akkor lesz biztosabb, ha valaki udvarolni kezd a hercegnőnek, ezért Griselda hipnotizálja Hawkinst, hogy udvaroljon Gwendolynnak. A hipnózisból egy csettintés ébreszti fel, amikor éppen Jeannel találkozik. Mivel a királynak megígérte, hogy kiválasztja a legszebb lányt a kínálatból, a király azt hiszi, hogy Jean az, ezért a szobájába viszi, hogy jobban megismerkedjenek. A lány azonban azzal bújik ki a közelebbi ismeretség alól, hogy azt mondja a királynak, a rokonsága egy szörnyű betegségben meghalt, és a kór ragályos, érintéssel terjed.  Jean azonban meg tudja szerezni a folyosó kulcsát, amiért jöttek, mert azt a király a derekára tűzve hordja.
Ravenhurst találkozik Hawkins-szal, akit Giacomónak (vagyis orgyilkosnak hisz, akit korábban már felfogadott). Hawkins kitérő válaszokat ad neki a megbízásra vonatkozóan. Ugyanakkor Griselda három udvaronc poharába saját elhatározásából mérget adagol, amitől azok azonnal meghalnak. Ravenhurst azt hiszi, hogy Giacomo intézte el őket...
Nemsokára megérkezik Sir Griswold, akit a király a lányának szánt. Ő azonban nyíltan megvallja, hogy nem megy hozzá, mert a bohócot szereti. Griswold többször pofon üti Hawkinst a kesztyűjével, és csak azért nem hívja ki párbajra, mert a bohóc nem nemesember.
Ravenhurst egyik emberétől arról értesül, hogy akit ő Giacomónak hitt, az szélhámos. Ravenhurst gondolkodóba esik, mivel az ál-Giacomo eddig teljesítette az utasításait, ugyanakkor az is lehet, hogy ő a nevezetes „Fekete Róka”? Mindenesetre, ha az ál-Giacomo (vagy a „Fekete Róka”) meghal, ő jól jár, ezért az tanácsolja a királynak, hogy léptesse elő lovaggá a bohócot, így az kiállhat harcolni (és mivel gyakorlatlan, minden bizonnyal meghal).
Ez a királynak is kapóra jön: ha Sir Griswold párbajban szabályosan legyőzi a bohócot, a lánya kénytelen hozzámenni Sir Griswoldhoz. A bohócot egy gyorsított eljárás keretében egy napon belül kiképezik lovaggá (hiszen hőstetteket kell végrehajtania, például legyőzni egy vadkant: a próbán ezt egy malaccal helyettesítik, hogy ne legyen gond belőle).
A hercegnő ugyanakkor ismételten halállal fenyegeti a dadát, ha a bohócnak baja esik, Griselda ezért a lovagok előtt álló két kupa egyikébe mérget tesz, és egy bonyolult versike segítségével kioktatja Hawkinst, hogy melyik kupában van a méreg. Hawkins nem tudja megjegyezni a mondókát, ráadásul kihallgatják őket, így Griswold is megpróbálja memorizálni, hogy melyik kupából kell innia. Még bonyolítja a helyzetet, hogy az egyik kupa időközben eltörik, így a mondóka is módosul... Végül a király nem tartja szükségesnek, hogy a kupákat kiürítsék, így a méregivás elmarad...
Jean kinyitja az alagút ajtaját, és segítséget kér a Fekete Rókától, hogy helyettesítse Hawkinst, azonban az alagút egy része beomlott, így felnőtt férfi nem tud benne közlekedni. Hawkins azonban a történet elején alacsony emberkéket ajánlott a Fekete Róka figyelmébe, így azok segítsége most hasznos lehet.
A lovagi torna előtt Hawkins páncéljába kisebb villám csap, így az felmágneseződik. Talán emiatt, vagy csak szerencséje van, végül legyőzi Sir Griswoldot, de a hagyományokkal ellentétben nem vágja le a fejét. Griswold hamarosan távozik az embereivel együtt.
A törpék az alagúton keresztül haladva megérkeznek a kastélyba, és észrevétlenül stratégiai pozíciókat foglalnak el a nagyteremben.
Ravenhurst felfedi, hogy Hawkins és Jean árulók, ezért elfogják őket. Mielőtt azonban a király ítélkezhetne felettük, akcióba lépnek Hawkins pártfogoltjai, és kimentik szorult helyzetéből. A király katonáit sorban leütik és egy katapulttal a tengerbe hajítják.
Ravenhurst megtámadja Hawkinst egy karddal, de mivel a hercegnő szokásos kérésének megfelelően Hawkins nem halhat meg, Griselda ismét hipnotizálja és bátrabbá teszi. Hawkins nagyszerűen vív, azonban időnként elmúlik a hipnózis és visszatér régi énje, amikor valaki (többször ő maga) csettint az ujjával. Végül Ravenhurst is a katapultra és onnan a tengerbe kerül.
Griswold a csatazajra visszatér az embereivel, de Hawkins ekkor felfedi előtte és a többiek előtt a csecsemő anyajegyét, így mindenki (az addig „király” címet bitorló Roderick is) elismerik őt királyuknak. Hawkins a csecsemőt a trónra ülteti. Griswold és Gwendolyn egymásba szeretnek.
|  | Itt a vége a cselekmény részletezésének! |

## Díjak és elismerések
Az Amerikai Filmintézet elismerése
- 2000: „100 év... 100 nevetés” listáján a 98. helyre sorolták be.

## A filmben elhangzó dalok
- "(You'll Never) Outfox the Fox" (szöveg: Sammy Cahn, zene: Sylvia Fine)
- "My Heart Knows a Lovely Song" (szöveg és zene: Sammy Cahn & Sylvia Fine)
- "Pass the Basket" (szöveg: Sammy Cahn, zene: Sylvia Fine)
- "Where Walks My True Love?" (szöveg: Sammy Cahn, zene: Sylvia Fine)
- "Maladjusted Jester" (szöveg és zene: Sylvia Fine)
- "Life Could Not Better Be" (szöveg és zene: Sammy Cahn & Sylvia Fine)
- "I Live to Love" (szöveg: Sammy Cahn, zene: Sylvia Fine – a filmből kimaradt, de a film zenei albumán rajta van)

megjegyzés: Sylvia Fine Danny Kaye felesége

## Külső hivatkozások
- Az udvari bolond az Internet Movie Database oldalon (angolul)

## Fordítás
Ez a szócikk részben vagy egészben  a   The Court Jester című angol Wikipédia-szócikk ezen változatának fordításán alapul.  Az eredeti cikk szerkesztőit annak laptörténete sorolja fel. Ez a jelzés csupán a megfogalmazás eredetét és a szerzői jogokat jelzi, nem szolgál a cikkben szereplő információk forrásmegjelöléseként.